# Stenoplax conspicua
Stenoplax conspicua är en blötdjursart som först beskrevs av Carpenter MS, Pilsbry 1892.  Stenoplax conspicua ingår i släktet Stenoplax och familjen Ischnochitonidae. Inga underarter finns listade i Catalogue of Life.